# Juegos del Pacífico Sur 1966
Los Juegos del Pacífico Sur 1966 fueron la segunda edición del mayor evento multideportivo de Oceanía. Se llevaron a cabo en Numea, Nueva Caledonia entre el 8 y el 18 de diciembre y participaron alrededor de 1200 deportistas representando a 14 países.
Con un gran apoyo de Francia, los Juegos no repitieron los múltiples problemas de la edición anterior. Los franceses aportaron 14 millones de dólares australianos y se encargaron de la construcción del estadio olímpico, el Numa-Daly Magenta. Las delegaciones de Nueva Caledonia y la Polinesia Francesa, dos dependencias del estado francés, recibieron entrenamiento profesional con el fin de representar a Francia de la mejor manera posible.

## Participantes
| - Fiyi - Guam - Islas Cook - Islas Gilbert y Ellice - Islas Salomón - Nauru - Nuevas Hébridas | - Nueva Caledonia - Papúa Nueva Guinea - Polinesia Francesa - Samoa Americana - Samoa Occidental - Tonga - Wallis y Futuna |

## Deportes
Se disputaron medallas en 20 deportes, aunque se desconoce la mayoría, estos son algunos de los que sí se tiene registro:
| - Atletismo - Fútbol (Detalles) - Golf | - Natación - Rugby - Tenis |

## Medallero
| Núm. | País                   | Oro | Plata | Bronce | Total |
| ---- | ---------------------- | --- | ----- | ------ | ----- |
| 1    | Nueva Caledonia        | 39  | 30    | 30     | 99    |
| 2    | Fiyi                   | 19  | 23    | 17     | 59    |
| 3    | Polinesia Francesa     | 13  | 8     | 9      | 30    |
| 4    | Papúa Nueva Guinea     | 5   | 11    | 13     | 32    |
| 5    | Samoa Occidental       | 4   | 4     | 0      | 8     |
| 6    | Nauru                  | 4   | 2     | 0      | 6     |
| 7    | Tonga                  | 1   | 1     | 1      | 3     |
| 8    | Islas Cook             | 1   | 0     | 0      | 1     |
| 9    | Samoa Americana        | 0   | 4     | 1      | 5     |
| 10   | Wallis y Futuna        | 0   | 2     | 12     | 14    |
| 11   | Islas Salomón          | 0   | 1     | 1      | 2     |
| 12   | Nuevas Hébridas        | 0   | 0     | 2      | 2     |
| 13   | Guam                   | 0   | 0     | 0      | 0     |
| 14   | Islas Gilbert y Ellice | 0   | 0     | 0      | 0     |